# Ulrich Dibelius
Ulrich Dibelius (Heidelberg, 14 november 1924 - München 27 april 2008) was muziekcriticus en een van de meest vooraanstaande musicologen in Duitsland, gespecialiseerd in de klassieke muziek van de 20e eeuw. Met name zijn boek Moderne Musik nach 1945 (uitgegeven bij Piper Verlag 1998, ISBN 3-492-04037-3), dat in twee delen verscheen, geldt als standaardwerk voor de recentste westerse muziekgeschiedenis.